# Pavlodar
Pavlodar (en kazakh et en russe : Павлодар, ce qui veut dire « don de Paul ») est une ville du nord-est de la République du Kazakhstan et la capitale administrative du district de Pavlodar. La population de la ville était estimée à 353 930 habitants en 2014.

## Géographie
Pavlodar est située au bord de la rivière Irtych, un affluent de l'Ob, à 399 km à l'est de la capitale Astana et à 384 km au sud-est de la ville russe d'Omsk.

## Histoire
Les Cosaques sibériens ont fondé Pavlodar en 1720 comme un fort avancé pour leurs expéditions en Djoungarie et l'ont nommé Korïakovski (Коряковский), d'après le nom d'un lac salé de la région. L'activité de la ville est surtout liée à l'extraction du sel et développe peu à peu ses activités d'extraction du plomb, du cuivre et de l'argent. Le 4 avril 1861, l'importance de la ville est reconnue puisqu'à la naissance du prince Paul Alexandrovitch, fils d'Alexandre II de Russie, Pavlodar obtient le statut de zachtatnyj, c'est-à-dire de ville autonome dans l'empire russe et son nom actuel (issu de Pavel, le prénom Paul en russe).
Même si l'utilité minière de la ville est reconnue par Saint-Pétersbourg, elle reste une ville inhospitalière : aux confins du désert et de la steppe et battue par les vents de sable. Les infrastructures sont inexistantes : pas de rues pavées, pas de système collectif d'alimentation en eau, des maisons faites de torchis. La ville est rattachée à l’oblast de Semipalatinsk en 1869.
Au plus fort de la répression stalinienne anti-religieuse des années 1930, les églises et le minaret de la mosquée sont détruits (la cathédrale orthodoxe de Pavlodar, inachevée à l'époque n'est détruite que dans les années 1970).
Le 15 janvier 1938, Pavlodar devient le chef-lieu administratif de la nouvelle oblys de Pavlodar.
En 1955, le pouvoir soviétique lance une campagne de colonisation des parties peu peuplées de son territoire sous le nom de « campagne des terres vierges ».
La ville reçoit une immigration massive de jeunes Russes et d'autres nationalités soviétiques et met en place des infrastructures modernes, tout en s'industrialisant.
Elle devient un exemple du modèle soviétique.
Depuis la dislocation de l'Union soviétique, Pavlodar fait partie de la république du Kazakhstan.
Elle a su se donner une image personnalisée en mettant sur pied des festivals ethniques, en ouvrant des parcs et des fontaines, ainsi que des églises.
La nouvelle mosquée Machkour Youssoup a été construite en 2001. Pavlodar a aussi développé ses activités de port sur la rivière Irtych.
Son économie industrielle (aluminium, pétrochimie, construction mécanique, énergie) a fait de Pavlodar l'une des villes les plus importantes du pays.
Elle est majoritairement russe et non kazakhe et de plus elle est très proche de la frontière avec la fédération de Russie.

## Population
La population de la ville compte 80 000 habitants de l'ethnie kazakhe, 165 000 Russes la plupart de citoyenneté kazakhe, 20 000 Ukrainiens et 15 000 Allemands du Kazakhstan[réf. nécessaire].
Recensements (*) ou estimations de la population,, :
| 1897*   | 1910    | 1926*   | 1939*   | 1959*   | 1970*   |
| ------- | ------- | ------- | ------- | ------- | ------- |
| 7 700   | 9 500   | 19 000  | 28 500  | 89 600  | 187 070 |
| 1979*   | 1989*   | 1999    | 2010    | 2014    | 2023    |
| 272 895 | 329 681 | 300 503 | 321 022 | 353 930 | 367 254 |

## Transports
Pavlodar possède un réseau de tramway de 86 km de long lancé en 1965. Il assure 60 % du service de transport public local.
En 2012, la ville a annoncé son achat d'une centaine de nouvelles rames dans le cadre de l'installation de la nouvelle usine de tramways de PESA.
Pavlodar a aussi un service de bus et de minibus (marchroutka),.
La ville est desservie par l'aéroport de Pavlodar.

## Climat
| Mois                                        | jan.     | fév.       | mars       | avril      | mai       | juin      | jui.     | août      | sep.      | oct.       | nov.      | déc.       | année      |
| ------------------------------------------- | -------- | ---------- | ---------- | ---------- | --------- | --------- | -------- | --------- | --------- | ---------- | --------- | ---------- | ---------- |
| Température minimale moyenne (°C)           | −21,6    | −20,1      | −11,5      | 0,1        | 6,6       | 12,8      | 14,9     | 12,2      | 5,6       | −0,8       | −10,1     | −18,1      | −2,5       |
| Température moyenne (°C)                    | −16,7    | −14,7      | −6,2       | 6,8        | 14,2      | 19,8      | 21,2     | 19        | 12,1      | 4,5        | −5,9      | −13,1      | 3,4        |
| Température maximale moyenne (°C)           | −11,8    | −9,1       | −0,6       | 13,7       | 21,3      | 26,5      | 27,7     | 26,1      | 19,1      | 10,7       | −1,4      | −8,5       | 9,5        |
| Record de froid (°C) date du record         | −45 1969 | −42,8 1969 | −37,2 1966 | −27,2 1969 | −7,2 1963 | −2,2 1971 | 4,2 2009 | 0,2 1996  | −9 1973   | −21,5 1987 | −40 1952  | −45,2 2012 | −45,2 2012 |
| Record de chaleur (°C) date du record       | 4,2 2002 | 5,3 2016   | 24,6 2001  | 33,9 1949  | 38 2004   | 40,8 1988 | 42 1973  | 40,6 2002 | 36,1 2010 | 29,2 2004  | 17,9 1997 | 7,2 1989   | 42 1973    |
| Précipitations (mm)                         | 18       | 16         | 16         | 16         | 28        | 41        | 57       | 31        | 21        | 24         | 23        | 22         | 313        |
| dont neige (cm)                             | 17       | 24         | 17         | 0          | 0         | 0         | 0        | 0         | 0         | 0          | 3         | 12         | 73         |
| Record de pluie en 24 h (mm) date du record | 13 1999  | 11 1983    | 13 1990    | 22 1968    | 36 1967   | 63 2019   | 73 2007  | 51 2014   | 33 1979   | 27 1996    | 18 2009   | 14 2017    | 73 2007    |
| Nombre de jours avec précipitations         | 1        | 0          | 3          | 8          | 12        | 12        | 15       | 12        | 12        | 10         | 5         | 1          | 91         |
| Humidité relative (%)                       | 79       | 79         | 80         | 62         | 54        | 55        | 60       | 61        | 63        | 71         | 80        | 80         | 69         |
| Nombre de jours avec neige                  | 18       | 16         | 12         | 5          | 1         | 0,03      | 0        | 0,03      | 0         | 5          | 14        | 19         | 90         |
| Nombre de jours d'orage                     | 0        | 0          | 0          | 0,3        | 3         | 7         | 10       | 5         | 1         | 0,1        | 0,1       | 0          | 27         |
| Nombre de jours avec brouillard             | 2        | 3          | 4          | 1          | 0,3       | 0,2       | 0,2      | 0,4       | 1         | 1          | 2         | 2          | 17         |

| Diagramme climatique                                  |             |             |           |           |            |            |            |           |            |             |             |
| J                                                     | F           | M           | A         | M         | J          | J          | A          | S         | O          | N           | D           |
| −11,8−21,618                                          | −9,1−20,116 | −0,6−11,516 | 13,70,116 | 21,36,628 | 26,512,841 | 27,714,957 | 26,112,231 | 19,15,621 | 10,7−0,824 | −1,4−10,123 | −8,5−18,122 |
| Moyennes : • Temp. maxi et mini °C • Précipitation mm |             |             |           |           |            |            |            |           |            |             |             |

## Personnalités liées à la commune
- Danial Akhmetov (1954-), homme politique kazakh et premier ministre de la République du Kazakhstan du 13 juin 2003 au 8 janvier 2007.
- Lyudmila Prokasheva (1969-), patineuse de vitesse kazakhe, médaillée olympique.

## Sport
Le club de football de la ville est le FC Irtych qui évolue en première division kazakh.
L'Irtych Pavlodar est le club de hockey sur glace de la ville.

## Jumelages
- Bydgoszcz (Pologne)
- Omsk (Russie)
- Denizli (ville) (Turquie)
- Kropyvnytskyï (Ukraine)

## Galerie

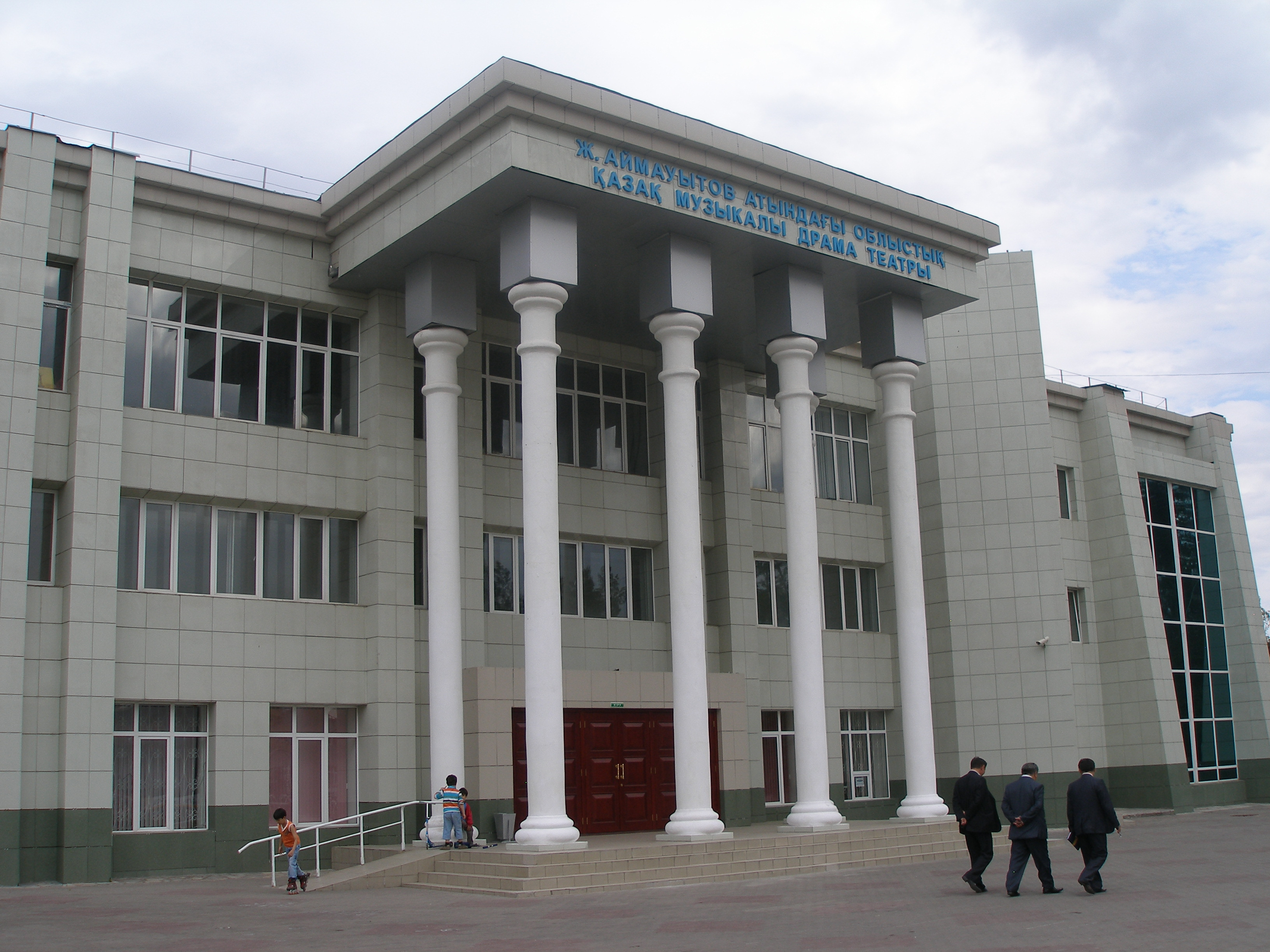
Le théâtre Ayimaoutov
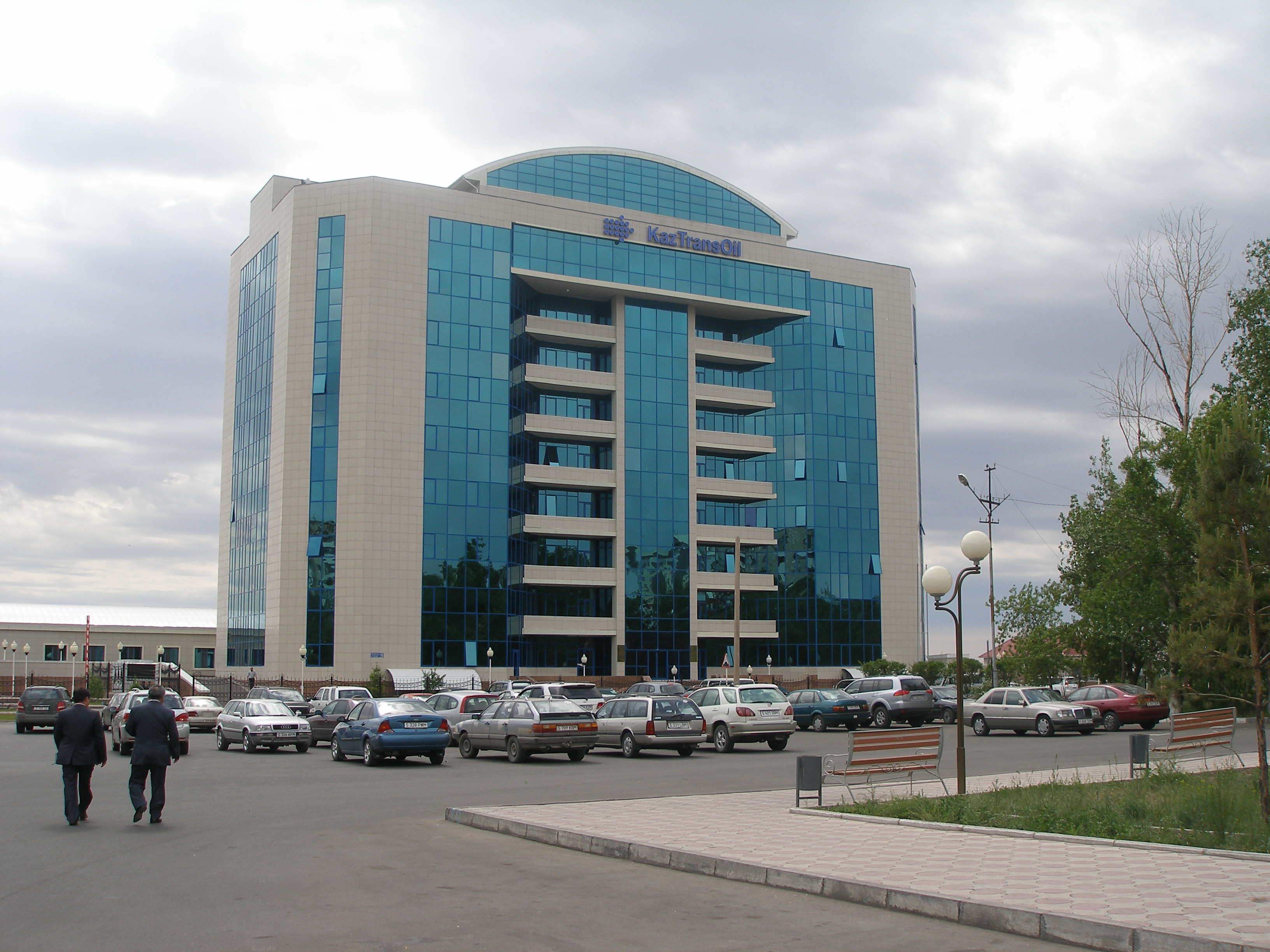
KazMunayGaz
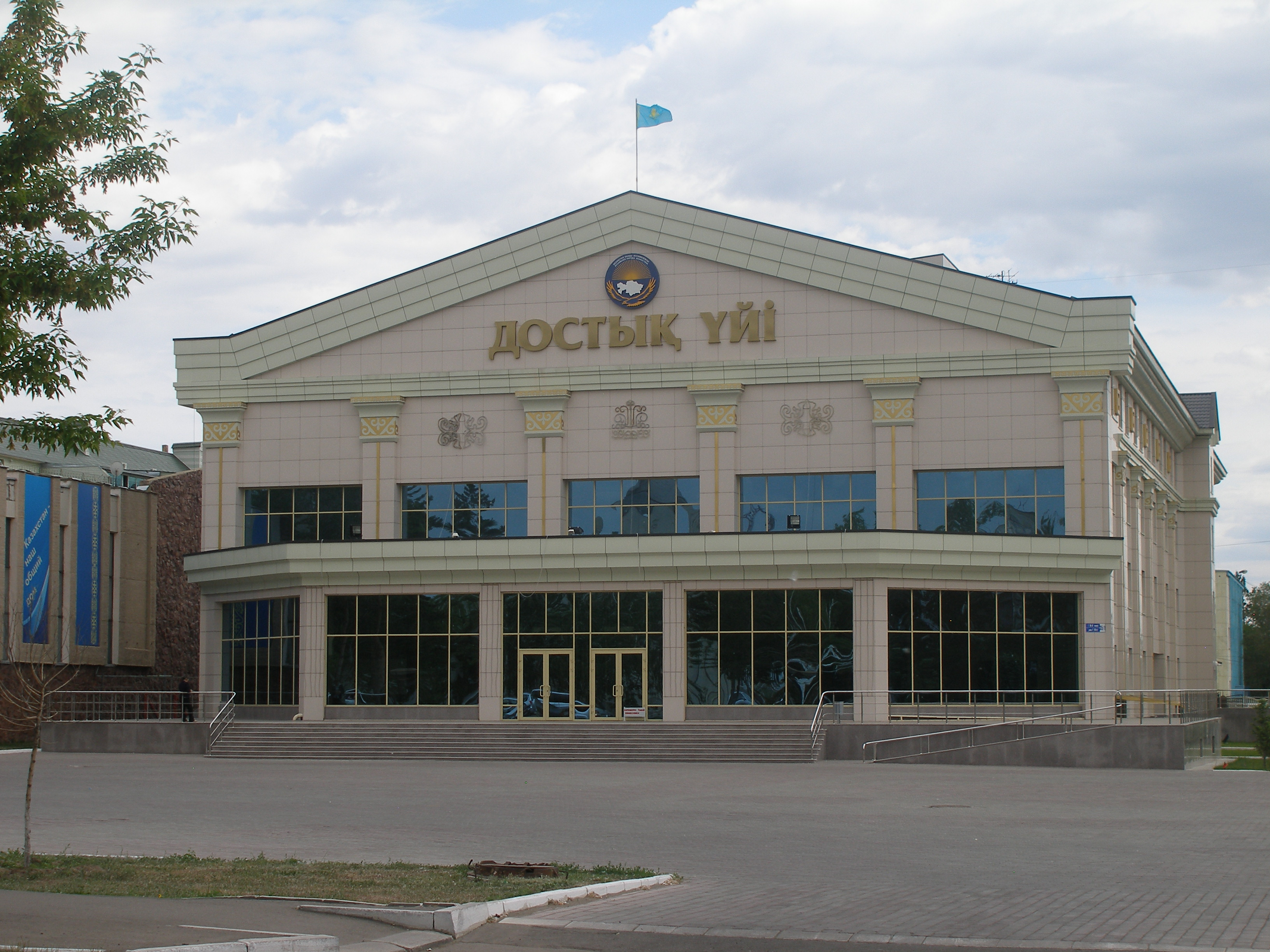
La maison de l'Amitié
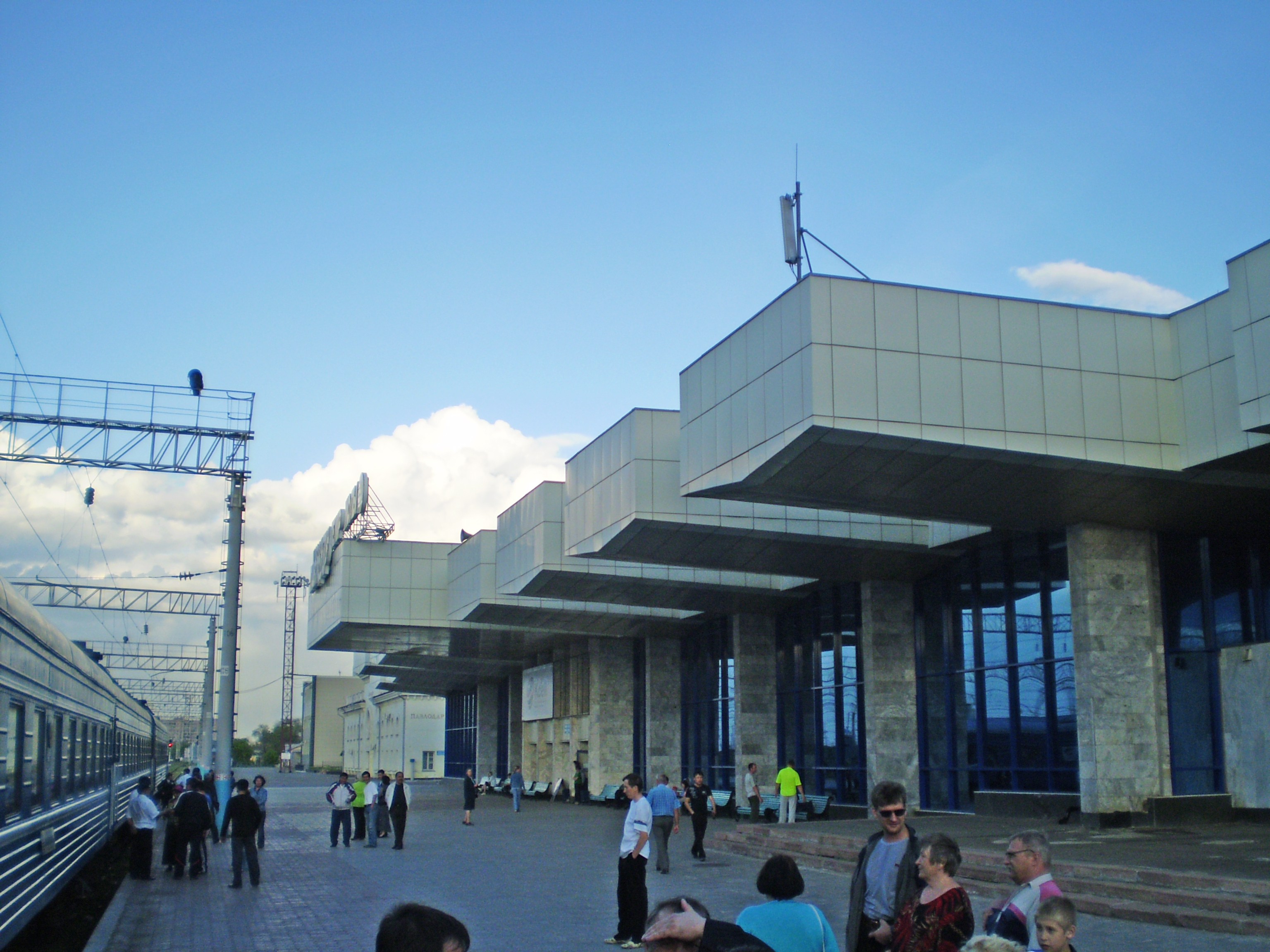
La gare ferroviaire
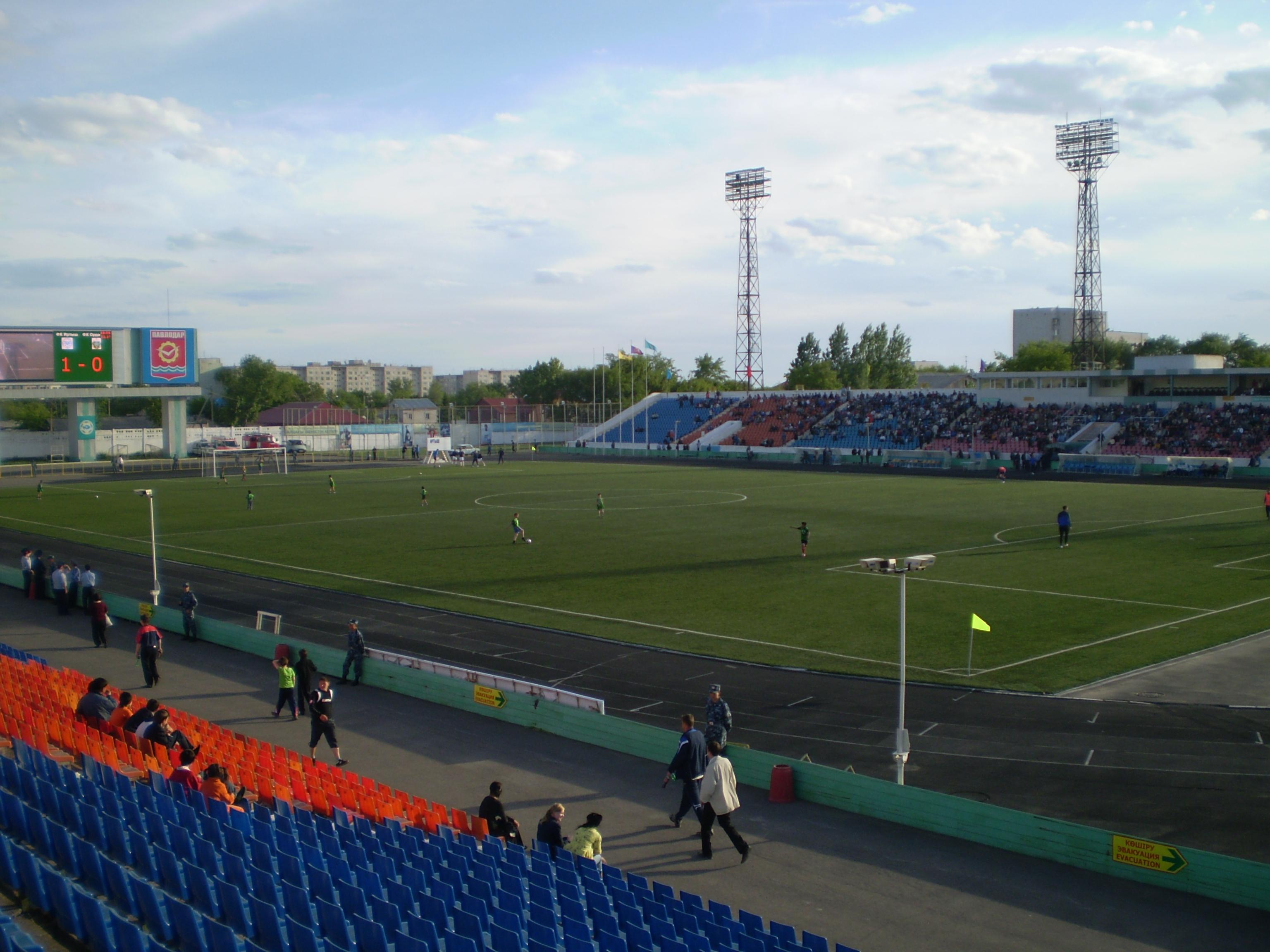
Le stade central
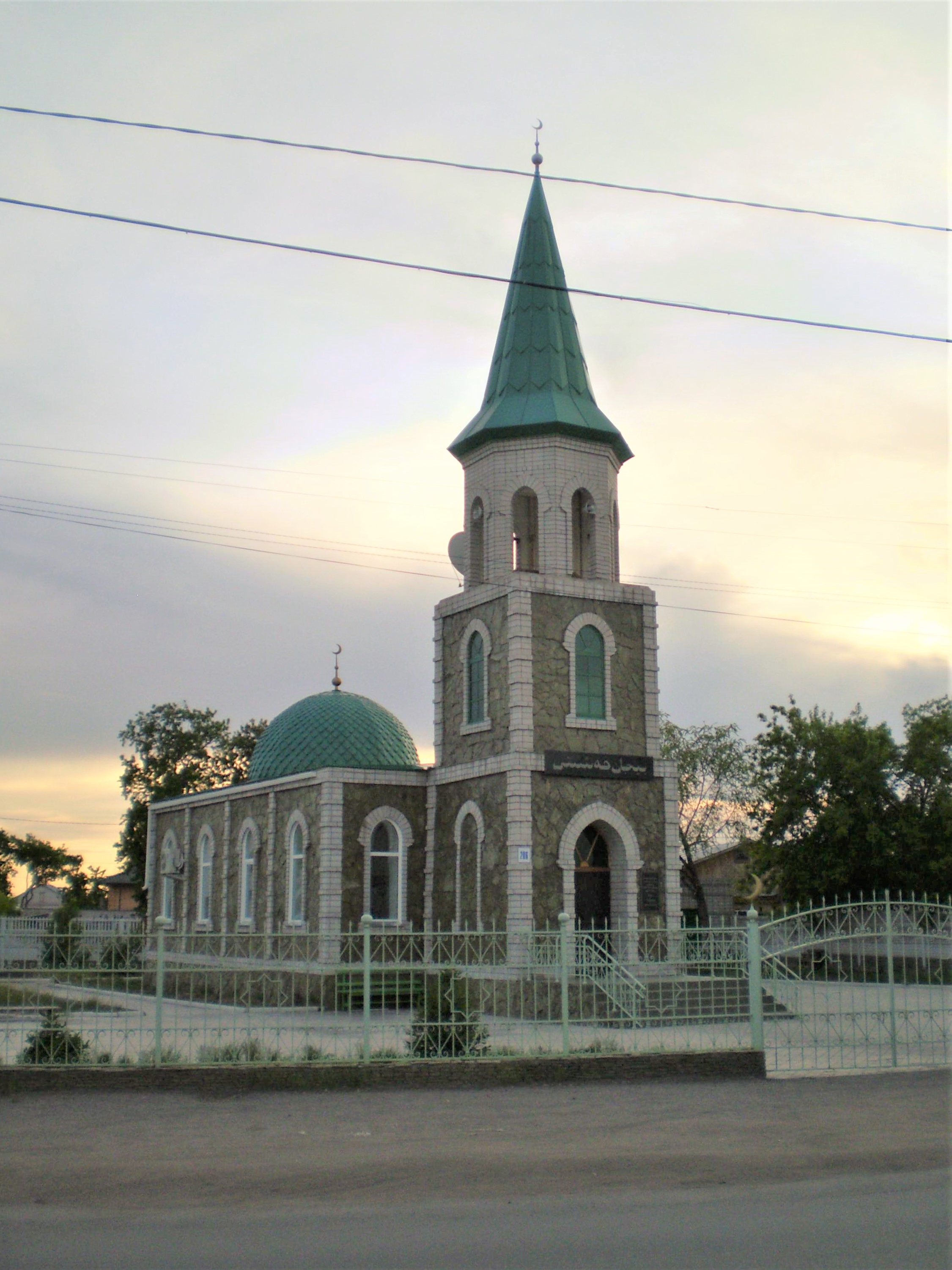
La mosquée de la vieille ville
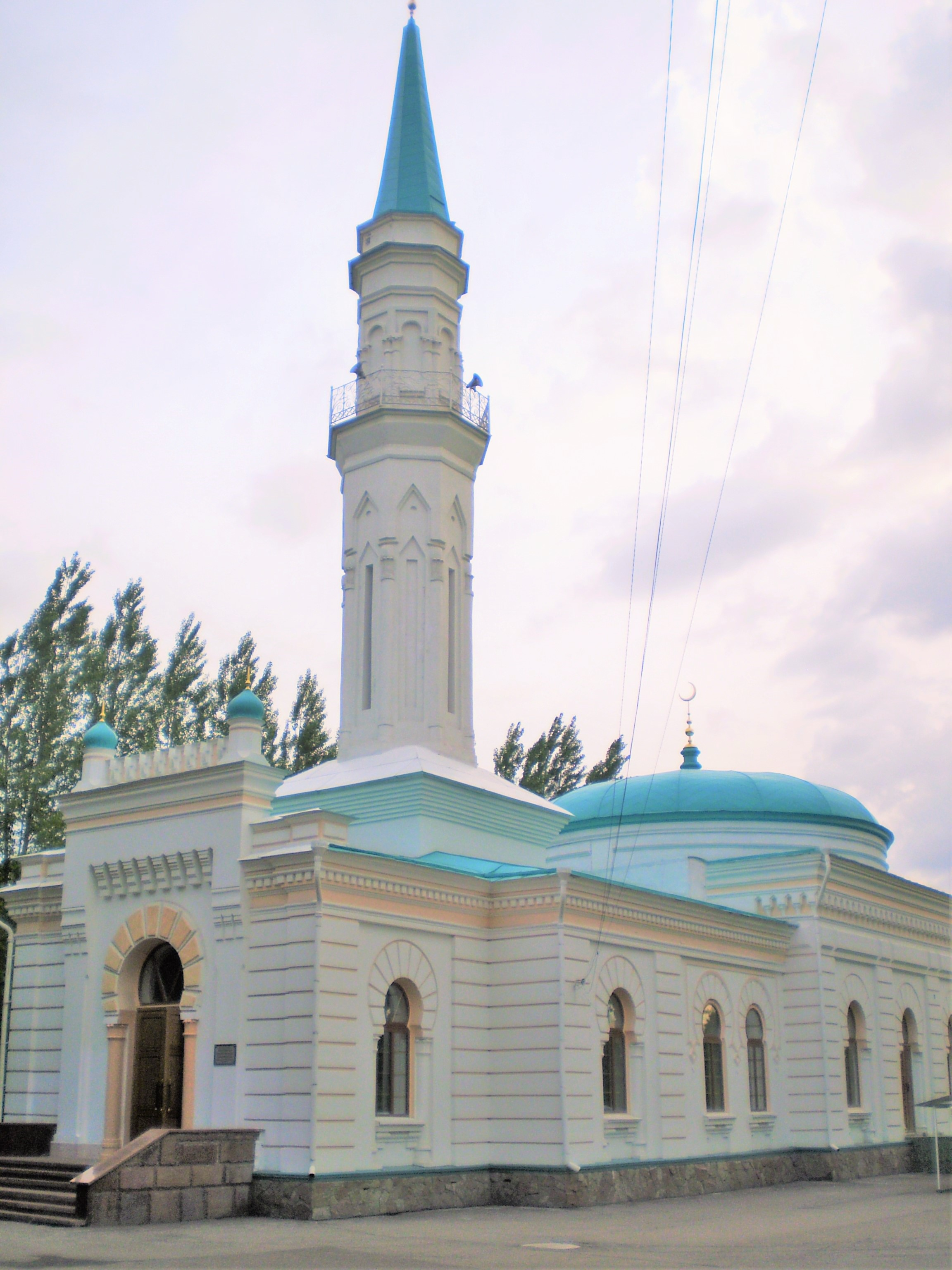
La mosquée blanche
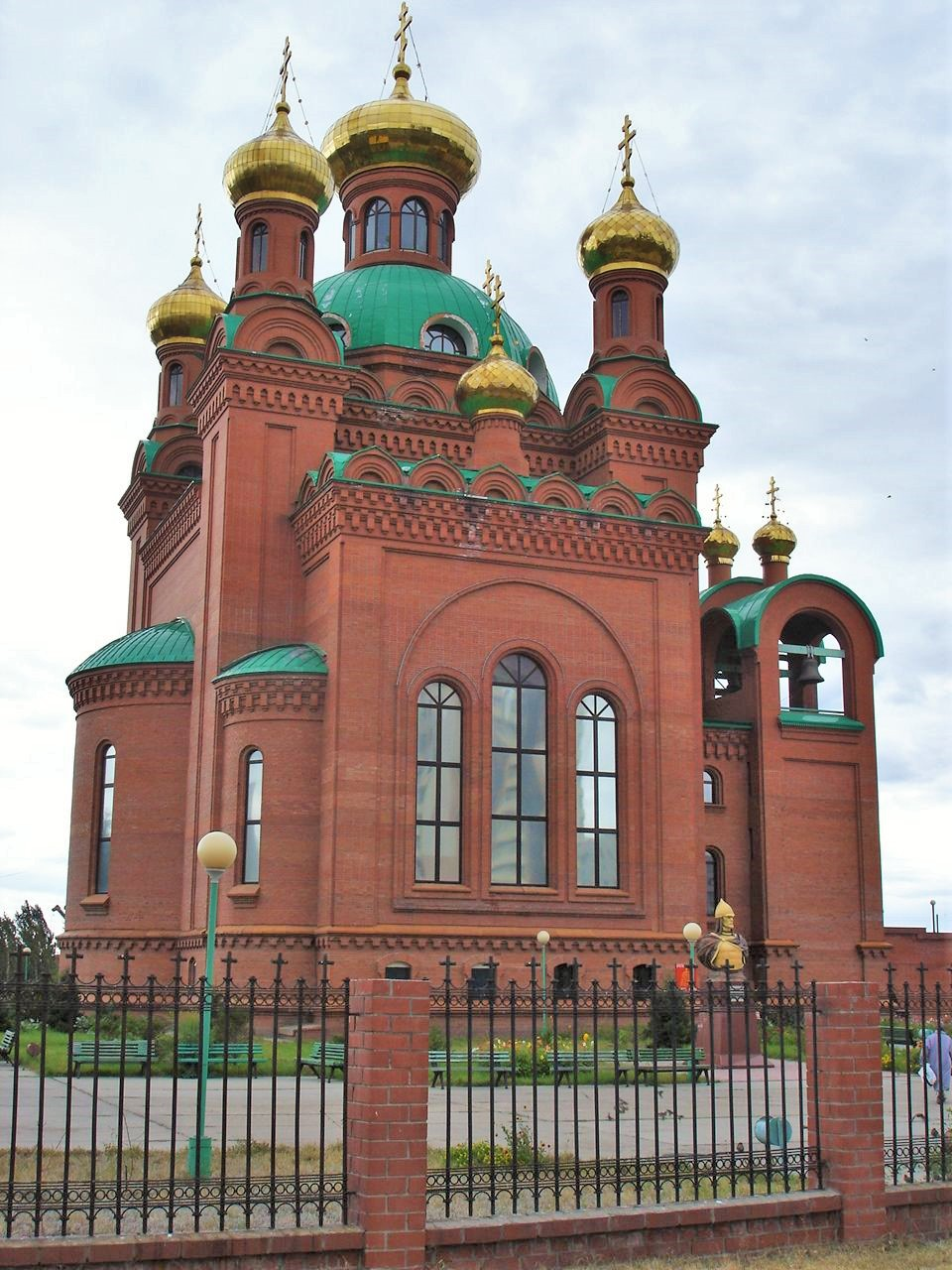
La cathédrale orthodoxe de l'Annonciation
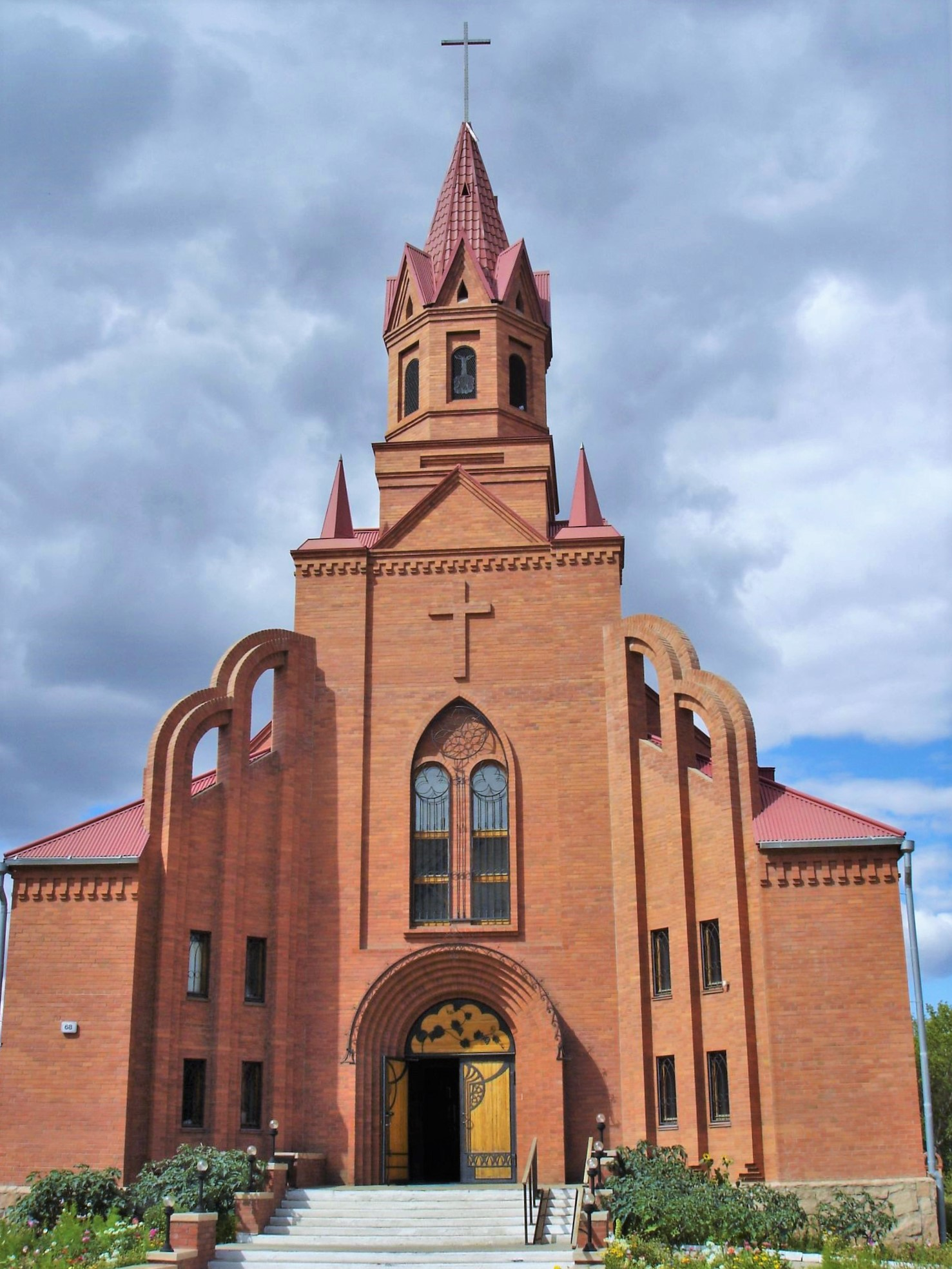
L'église catholique Sainte-Thérèse-de-l'Enfant-Jésus